# Круглов, Алексей Фёдорович
Алексей Фёдорович Круглов (1864, Санкт-Петербург — 1948, Бейрут) — российский дипломат, статский советник, генеральный консул в Багдаде, Алеппо, Иерусалиме; почётный член Императорского Православного Палестинского Общества (ИППО); белоэмигрант.

## Биография
Алексей Федорович Круглов родился в семье Евдокии Абрамовны и Федора Арсеньевича Кругловых. Отец был петербургским купцом 1-й гильдии, владевшим «меняльной лавкой» на углу Невского и Владимирского проспектов. Семья была большой. У Алексея было три брата и две сестры. Алексей Круглов окончил петербургскую классическую гимназию, а затем — Учебное отделение Восточных языков при Азиатском департаменте Министерства иностранных дел.

## Дипломатическая деятельность
Свою дипломатическую работу Алексей Федорович Круглов начал в середине 1880-х годов. В начале 1890-х годов он, уже в чине коллежского секретаря, исполняет должность секретаря и драгомана в российском консульстве в Багдаде.
С 1904 по 1908 год — генеральный консул в Алеппо.
С 1908 по 1914 годы — возглавляет Русское Императорское Генеральное консульство в Иерусалиме. Занимая пост генконсула, Алексей Федорович Круглов сделал многое, чтобы упрочить положение Российской империи в Палестине. Он тесно работал и во всем помогал Императорскому Православному Палестинскому Обществу, за что был награждён знаком ИППО. Он неустанно контролировал и оберегал статус кво святых мест, оказывал помощь и поддержку православным паломникам.
С 1915 года и вплоть до начала Октябрьской революции жил в Санкт-Петербурге.

## Деятельность в эмиграции
Семья Алексея Федоровича Круглова перебралась из революционного Петрограда в Новороссийск, откуда она эмигрировала в Египет. А. Ф. Круглов, однако, не эмигрировал, а был назначен в апреле-мае 1920 г. «заведующим русскими интересами в Палестине». На этом поприще он не смог противостоять англичанам, не признававшим полномочий Круглова и экспроприировавшим бывшие территории и имущество Российской империи в Палестине.
Последние годы своей жизни А. Ф. Круглов провел в Ливане и скончался в 1948 году. Похоронен в Шуэйфате, пригороде Бейрута.

## Награды
- орден св. Анны 3-й степени
- орден св. Станислава 3-й степени
- знак Императорского Православного Палестинского Общества
- крест кавалеров св. Гроба Господня
- персидский орден Льва и Солнца (4-я и 3-я степени)
- орден Меджидие 3-й степени